# М'Бала Нзола
М'Бала Нзола (порт. M'Bala Nzola, нар. 18 серпня 1996, Буко-Зау) — ангольський футболіст, нападник італійської «Фіорентини» і національної збірної Анголи. На умовах оренди грає за французький «Ланс».

## Клубна кар'єра
Народився 18 серпня 1996 року в місті Буко-Зау. Вихованець юнацьких команд футбольних клубів «Труа» та «Академіка».
У дорослому футболі дебютував 2015 року виступами за команду «Академіка». 
Своєю грою за цю команду привернув увагу представників тренерського штабу клубу «Сертаненсе», до складу якого приєднався 2015 року. 
У 2016 році уклав контракт з клубом «Віртус Франкавілла», у складі якого провів наступний рік своєї кар'єри гравця.
З 2017 року один сезон захищав кольори клубу «Карпі». 
З 2018 року два сезони захищав кольори клубу «Трапані». Тренерським штабом нового клубу також розглядався як гравець «основи».
На початку 2020 року приєднався до «Спеції», якій за півроку допоміг підвищитися в класі до Серії A. Протягом наступних трьох років мав постійну ігрову практику на рівні елітного італійського дивізіону.
10 серпня 2023 року за 12 мільйонів євро перейшов до «Фіорентини».

## Виступи за збірну
У 2021 році дебютував в офіційних матчах у складі національної збірної Анголи.
| Дата       | Місто        | Господарі  | Результат | Гості                            | Турнір                                  | Голи | Примітки  |
| ---------- | ------------ | ---------- | --------- | -------------------------------- | --------------------------------------- | ---- | --------- |
| 25-3-2021  | Бакау        | Гамбія     | 1 – 0     | Ангола                           | Відбір до Кубка африканських націй 2021 | -    |           |
| 29-3-2021  | Бенгела      | Ангола     | 2 – 0     | Габон                            | Відбір до Кубка африканських націй 2021 | -    | 84'       |
| 12-11-2021 | Луанда       | Ангола     | 2 – 2     | Єгипет                           | Відбір до ЧС 2022                       | 1    |           |
| 1-6-2022   | Луанда       | Ангола     | 2 – 1     | Центральноафриканська Республіка | Відбір до Кубка африканських націй 2023 | 1    | 64'       |
| 5-6-2022   | Антананаріву | Мадагаскар | 1 – 1     | Ангола                           | Відбір до Кубка африканських націй 2023 | -    | 70' 90+3' |
| 23-3-2023  | Кумасі       | Гана       | 1 – 0     | Ангола                           | Відбір до Кубка африканських націй 2023 | -    | 65'       |
| Усього     |              | Матчів     | 6         |                                  | Голів                                   | 2    |           |